# اکویدا
اکویدا (به لاتین: Akwidaa) یک منطقهٔ مسکونی در غنا است که در منطقه غربی (غنا) واقع شده‌است.